# ماريا تيريزا بيلاندريا
ماريا تيريزا بيلاندريا هو دبلوماسية فنزويلية ومحامية وأستاذة العلوم السياسية، والسياسي الذي عينه خوان غوايدو واستقبله سفير فنزويلا لدى البرازيل في فبراير 2019. عملت كمنسق دولي للحزب السياسي الفنزويلي تعال فنزويلا (بالإسبانية: Vente Venezuela). في 4 يونيو 2019 وافقت الحكومة البرازيلية على أوراق اعتمادها واعترفت بها كسفيرة رسمية لفنزويلا.